# Quercus inconstans
Quercus inconstans är en bokväxtart som beskrevs av Ernest Jesse Palmer. Quercus inconstans ingår i släktet ekar, och familjen bokväxter.
Artens utbredningsområde är Texas. Inga underarter finns listade.